# سرود کریسمس (فیلم ۱۹۱۰)
سرود کریسمس (انگلیسی: A Christmas Carol) یک فیلم به کارگردانی چارلز کنت است که در سال ۱۹۱۰ منتشر شد. از بازیگران آن می‌توان به چارلز استانتون اوگل، وایولا دینا، و شرلی میسون اشاره کرد.